# 페르난도 곤살레스
페르난도 프란시스코 곤살레스 시우파르디(Fernando Francisco González Ciuffardi, 1980년 7월 29일 ~ )은 칠레의 은퇴한 프로 테니스 선수이다. 그는 프로 선수들 중에서도 가장 강력한 포핸드를 가졌던 선수 중 한 명으로 유명했다.
곤살레스는 4개 그랜드 슬램 대회 단식에서 모두 8강 이상의 성적을 기록했다. 그랜드 슬램 최고 성적은 2007년 호주 오픈 단식 준우승이며, 당시 결승에서 세계 랭킹 1위였던 로저 페더러에게 패했다. 그는 테니스 역사상 올림픽 테니스 종목에서 금·은·동메달을 모두 한 번씩 획득(2004년 아테네 올림픽 복식 금메달 및 단식 동메달, 2008년 베이징 올림픽 단식 은메달)한 네 번째 남자 선수이기도 하다. 상위 랭커 8명만이 출전 자격을 얻을할 수 있는 연말 마스터스 컵 대회에 두 번 출전하였으며, ATP 마스터스 시리즈급 대회에서도 두 번 준우승했다.

## 성장 과정
곤살레스는 4세 때 테니스와 축구의 두 가지 운동을 했다. 20대까지 아마추어 테니스 선수로 활동했던 그의 아버지는 그가 축구보다는 테니스에 더 재능이 있다고 판단, 6세 때부터는 본격적으로 테니스를 치게 했다. 그는 가족과 함께 산티아고 동부의 라 레이나 지역으로 이주, '라 레이나 클럽'(Club La Reina)이라는 테니스 클럽에 들어가 클라우디오 곤살레스(Claudio González – 혈연관계는 없음)에게 주 3회 코치를 받았다.
1988년 곤살레스가 8세가 되었을 때, 그는 아버지와 함께 미국에서 한 달 반가량 머무르면서 트레이닝을 받고 테니스 대회에도 참가했다. 1992년에는 모든 가족이 미국으로 이주하여 4년간 머물렀다. 그의 가족들은 마이애미에 정착했는데, 곤살레스는 이곳에 있는 패트리쇼 애페이 아카데미(Patricio Apey Academy)에서 그의 테니스 기술을 더욱 다듬을 수 있었다.
주니어 시절 곤살레스는 세계 주니어 랭킹 1위까지 올랐다. 그는 1997년 US 오픈 남자 주니어 복식에 칠레의 동료 선수인 니콜라스 마수와 한 팀으로 출전하여 우승했으며, 1998년 프랑스 오픈 남자 주니어 단식(결승에서 후안 카를로스 페레로에게 승리) 및 남자 주니어 복식(베네수엘라의 호세 드 아르마스와 한 팀으로 출전)에서도 우승했다. 또 1998년에는 17세의 나이로 데이비스 컵 칠레 대표선수로 발탁되어 아르헨티나와의 경기에 참가, 단식 경기에서는 프란코 스퀼라리에게 패했으나 마지막 복식에 니콜라스 마수와 함께 출전하여 승리를 거두었다.
주니어로 활동한 마지막 해였던 1998년, 그는 퓨처스급 대회에서 좋은 성적을 거두었다. 이 해 칠레에서 열린 세 개의 퓨처스 대회에서 우승했으며, 준결승에도 두 번 진출했다.